# Landkreis Bad Tölz-Wolfratshausen
Landkreis Bad Tölz-Wolfratshausen ligger i den sydlige del af Regierungsbezirk Oberbayern i den tyske delstat Bayern. Nabolandkreise er mod nord Landkreis München, mod øst Landkreis Miesbach, i syd den  Østrigske delstat Tyrol (Bezirk Schwaz) og mod vest  landkreisene Garmisch-Partenkirchen, Weilheim-Schongau og Starnberg.

## Geografi
Landkreisen hører til regionen Oberland og er præget af floddalene til Isar og Loisach og der er også enkelte søer. Den omfatter også både bjerge og deres udløbere, en del af   Bayerische Voralpen ligger i kreisen₢, og Schafreuter i Karwendel er med  2.102 m det højeste bjerg i landkreisen.

## Byer og kommuner
Kreisen havde 127227  indbyggere pr.  2018-12-31

| Byer 1. Bad Tölz (18802) 2. Geretsried (25275) 3. Wolfratshausen (18836) Verwaltungsgemeinschafter 1. Benediktbeuern (Gemeinden Benediktbeuern und Bichl) 2. Kochel a.See (Gemeinden Kochel a.See und Schlehdorf) 3. Reichersbeuern (Gemeinden Greiling, Reichersbeuern und Sachsenkam) Ubeoede kommunefri områder (7,99 km² i alt) 1. Pupplinger Au (3,72 km²) 2. Wolfratshauser Forst (4,27 km²) | Kommuner 1. Bad Heilbrunn (3986) 2. Benediktbeuern (3617) 3. Bichl (2249) 4. Dietramszell (5459) 5. Egling (5477) 6. Eurasburg (4300) 7. Gaißach (3136) 8. Greiling (1472) 9. Icking (3663) 10. Jachenau (870) 11. Kochel a.See (4092) 12. Königsdorf (3096) 13. Lenggries (10027) 14. Münsing (4291) 15. Reichersbeuern (2518) 16. Sachsenkam (1315) 17. Schlehdorf (1226) 18. Wackersberg (3520) |